# Maziarze (Ciecierówka)
Maziarze – dawna część wsi Ciecierówka w Polsce, w  województwie mazowieckim, w powiecie lipskim, w gminie Rzeczniów.
1 stycznia 2024 nazwa miejscowości została zniesiona.
W latach 1975–1998 Maziarze administracyjnie należały do województwa kieleckiego.